# Andreas Ernst Etlinger
Andreas Ernst Etlinger (* 9. Februar 1756 in Kulmbach, Fürstentum Bayreuth; † 26. Juni 1785 ebenda) war ein deutscher Arzt und Botaniker. Sein offizielles botanisches Autorenkürzel lautet „Etl.“.

## Leben
Etlinger war Sohn von Johann Leonhard aus Kulmbach. Am 21. April 1763 besuchte Etlinger im Alter von sieben Jahren das Lyceum in Kulmbach und begann 1773 mit dem Studium der Medizin an der Friedrich-Alexander-Universität Erlangen. Seine Hochschullaufbahn beendete er mit der Promotion 1777 über das Thema De Salvia. Danach war Etlinger als praktischer Arzt in Kulmbach tätig.
Eine Handschrift von Etlinger befindet sich in der Bibliothek des Germanischen Nationalmuseums Nürnberg.

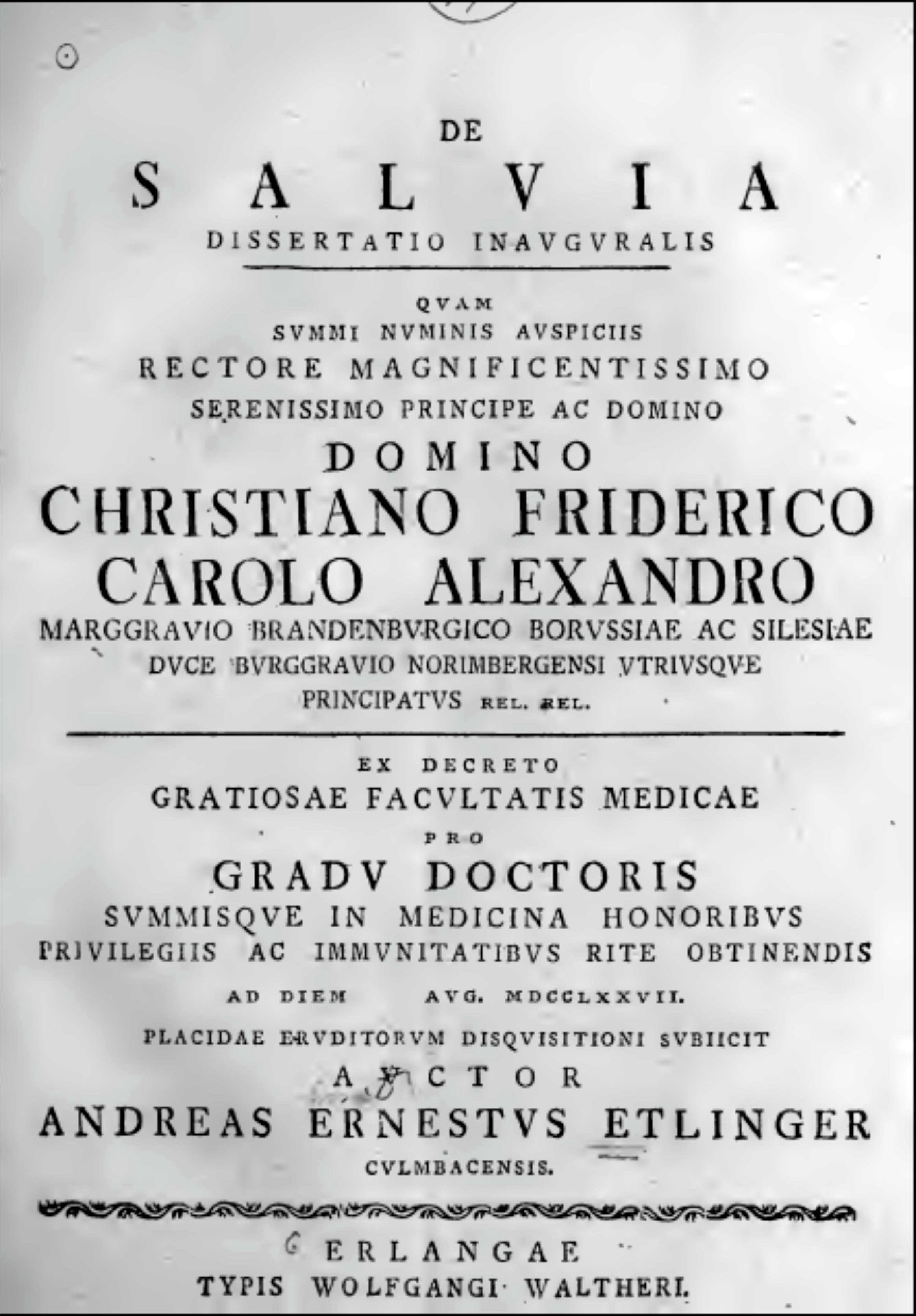
Inauguraldissertation Andreas Ernst Etlinger an der Universität Erlangen 1777

## Dedikationsname
Ihm zu Ehren benannte Paul Dietrich Giseke die Pflanzengattung Etlingera Giseke aus der Familie der Ingwergewächse (Zingiberaceae).

## Schriften
- Andreas Ernestus Etlinger: De Salvia dissertatio inauguralis Erlangae 1777 doi:10.5962/bhl.title.69125